# Radon-maat
In de maattheorie, een deelgebied van de wiskunde, is een Radon-maat, vernoemd naar de Oostenrijkse wiskundige Johann Radon, een maat op de σ-algebra van Borel-verzamelingen van een Hausdorff topologische ruimte X die lokaal eindig en inwendig regelmatig is.